# Ordoño II. Leónský
Ordoño II. (873 – červen 924 León) byl od roku 910 až do své smrti král Galicie a od roku 914 až do své smrti i král Leónu. Byl energickým vládcem, který získal pod svou kontrolu království León a úspěšně bojoval proti muslimům, kteří stále kontrolovali většinu Iberského poloostrova. Jeho vláda se vyznačovala postupnou transformací Asturského království na království León, patrnou zejména z přenesení královské moci do města León.

## Rodina
Narodil se kolem roku 873 jako druhý syn krále Alfonsa III. Velikého a jeho ženy, královny Jimeny.
Po Alfonsově smrti roku 910 bylo království rozděleno mezi jeho tři syny. Království León obdržel García I. Leonský, království Galicie Ordono a království Asturie Fruela II. Asturský. Prvenství Asturie zůstalo zachováno, přestože Ordono byl více ambiciozní než jeho bratři. Po Garcíově smrti v Zamoře roku 914, Ordono nastoupil i na královský trůn v Leónu.

## Život

### Mládí
Jeho otec ho poslal do Zaragozy, aby se vzdělával na dvoře Banu Qasiho. Během života jeho otce sloužil jako správce Galicie. Před rokem 910 osobně vedl vojenskou expedici proti Muslimům v jižní části Iberského poloostrova, která dosáhla Sevilly a vyplundrovala okolí Regelu.
V roce 909 z nejasných důvodů synové Alfonsa III. rozpoutali rebelii proti svému otci. Ačkoliv byl infant García I., bratr Ordoñi, zatčen a uvězněn v Gauzónském hradu, hned následujícího roku byl Alfonso III. donucen svými syny abdikovat a rozdělit království mezi nimi. Leonské království obdržel prvorozený syn García , zatímco Asturii získal Fruela a Galicii Ordoño. Alfonso III. zemřel v Zamoře 20. prosince 910.
García I. udržoval zdrženlivý vztah se svým bratrem Ordoñem. Když Alfonso III. zemřel, García zabránil biskupovi Gennadiovi z Astorgy vzít si s sebou 500 mithqalů darovaných Alfonsem III. svatyni v Santiagu de Compostela.

### Nástup na leonský trůn
Po smrti svého bratra Garcíi, která se odehrála v Zamoře v roce 914, Ordoño zdědil království León, jelikož jeho bratr neměl žádné potomky.

## Vláda
Ordoño poté pokračoval v expanzivní politice svých předchůdců na dvou frontách. Na jihozápadě vypálil Meridu a Évoru a přinutil Muslimy zaplatit výkupné za svůj odchod.
Na východě se spojil se Sanchem I., navarským králem, proti córdobskému emíru Abd-ar-Rahmanovi III. Maurové byli poraženi u San Esteban de Gormaz v roce 917. Arnedo a Calahorra byly zabrány dalšího roku. Reakce And-ar-Rahmana však byla tvrdá. V roce 920 poslal armádu, aby dobyla Osmu a San Esteban de Gormaz. Dále postupovali do Navarry a porazili křesťany v bitvě u Valdejunquera, kde zajali biskupy z Tui a Salamanky. I když původním záměrem bylo dobýt i samotnou Pamplonu, nakonec se armáda vrátila zpět i s obrovskou kořistí.
Ordoño II, který přišel na Sanchovu žádost, připisoval prohru nepřítomnosti nejdůležitějších hrabat Kastilie, Nuño Fernández, Fernando Ansúrez I. a Abolmóndar Albo, kteří nedorazili na žádost o pomoc. Následkem čehož je nechal uvěznit. Křesťanská protiofenzíva bezprostřední, obsadili La Rioju a začlenila do Navary Nájeru a Vigueru.

## Manželství
Ordoño se oženil třikrát. První ženou a matkou jeho dětí byla Elvira Menéndez (zemřela roku 921), dcera hraběte Hermenegilda Gutiérreza a teta Rudesinda. Dále se oženil s Aragontou González, dcerou hraběte Gonzala Betóteze. Později ji zapudil, jelikož ho už dále netěšila. Když zformoval alianci s králem Sanchem I., vzal si jeho dceru Sanchu. Zemřel roku 924 a zanechal po sobě pouze nezletilé děti, a tak se stal jeho nástupcem jeho nejstarší žijící bratr Fruela II., král Asturie, který tak opět sjednotil otcovo dědictví. Jeho vdova se znovu vdala za Álvara Herrmélize, hraběte z Álavy. Po jeho smrti v roce 931 se znovu stala manželkou Fernána Gonzáleze Kastilského.
| Předchůdce: Alfons III. Veliký | Znak z doby nástupu | Galicijský král 910–924 | Znak z doby konce vlády | Nástupce: Fruela II. |

| Předchůdce: García I. Leonský | Znak z doby nástupu | Leónský král 914–924 | Znak z doby konce vlády | Nástupce: Fruela II. |